# Sophie Brunn
Pour les articles homonymes, voir Brunn.
Sophie Brunn,  née en 1978 à Metz (Lorraine),  est une journaliste française sur la chaîne publique France 2. 

## Biographie
Diplômé de l'ESSEC, Sophie Brunn entame son parcours professionnel par plusieurs stages dans la presse écrite (Les Dernières Nouvelles d'Alsace) et à la radio (Radio France internationale).
Elle commence sa carrière télévisuelle à la chaîne d'information I>Télé en 2003. Jusqu'en 2007, elle présente l'émission économique Y'a pas que le Cac et réalise des sujets et reportages d'actualité économique et financière.
À partir de septembre 2007, anticipant le plan de départs volontaires et de réduction des coûts entrepris par la direction de la chaîne d'information, Sophie Brunn rejoint la rédaction de France 2 pour traiter les sujets d'actualité économiques. Elle présente en particulier les chroniques Sans Frontières diffusées dans les éditions du matin de France 2. En 2012, elle rejoint le service politique de France 2 pour suivre la campagne présidentielle de François Hollande.[réf. souhaitée]